# آيت عمامو (واكليم)
آيت عمامو هي إحدى مشيخات المملكة المغربية، تتبع جغرافيا لإقليم تنغير وإداريًا لواكليم. يقدر عدد سكانها بـ 2963 نسمة حسب الإحصاء الرسمي للسكان والسكنى لسنة 2004.